# Joe Briski
Joseph Gerard „Joe“ Briski (* 2. Oktober 1955 in Detroit, Michigan) ist ein ehemaliger US-amerikanischer Bobsportler.
Briski begann erst Ende 1983 mit dem Bobsport und war bei den Olympischen Winterspielen 1984 in Sarajevo noch ein Neuling. Trotzdem belegte er im Viererbob zusammen mit seinen Teamkollegen Tom Barnes, Hal Hoye und Jeff Jost den fünften Platz.
Briski lebte in San Diego, Kalifornien und betrieb dort ein Fitnessstudio.